# Масови убийства при комунистическите режими
Установяването и управлението на комунистическите режими в някои държави през 20 век е съпътствано от масови убийства, като приблизителната оценка на жертвите възлиза на между 85 и 100 милиона души.
Фокусът на изследванията е върху причините за убийствата в отделните общества, въпреки че някои изследователи твърдят, че е имало и общи причини. Някои изчисления, посочващи по-голям брой жертви, включват не само масовите убийства и екзекуции около елиминирането на политическите опоненти, гражданските войни, вълните на терор и аграрните реформи, но също и жертвите на войните, глада, болестите и изтощението в работническите лагери. Някои изследователи смятат, че част от смъртността е резултат на правителствените политики и управленски грешки, а от там обединяват тези случаи под категориите масови убийства, демоцид, политицид, „класицид“ или широко дефиниран геноцид. Според поддръжниците на този възглед, разглеждането на проблема в тези категории води до изчисления за броя на жертвите възлизащи на десетки милиони. Други изследователи обаче поставят под съмнение валидността на този подход. Към 2011 г. няма постигнат академичен консенсус по тези въпроси, в това число в бивши и настоящи комунистически републики. Броят на сравнителните изследвания, предлагащи хипотези за причините за тези събития, е ограничен. Данните за убийствата поставят на първо място в статистиката Съветския съюз под управлението на Йосиф Сталин, Народна република Китай под управлението на Мао Цзедун и Камбоджа под управлението на червените кхмери. Броят на загиналите цивилни в тези три режима е в порядъка на 21 – 70 млн. души. Убийства в по-малки мащаби са се състояли още в Северна Корея, Виетнам, някои източноевропейски и африкански държави.

## Терминология
Понятието комунистически режими се отнася до тези държави, които определят себе си като социалистически държави по смисъла на Марксистко-Ленинската, Сталинистката или Маоистката дефиниция (т.е. комунистически държави) в даден момент от историята си.
Изследователите използват няколко термина, за да означат умишленото избиване на голям брой цивилни граждани. Следните от тях се използват, за да опишат убийствата, извършени от комунистическите режими:
- Геноцид – според приетата през 1948 г. Конвенцията за преследване и наказване на престъплението геноцид,[5] престъплението геноцид не е приложимо към масовите избивания на политически и социални групи. Политическите групи са изключени от резолюцията на ООН след второ гласуване, тъй като много държави, включително сталинистката СССР,[6] намират, че такава клауза би наложила ненужно ограничение върху свободата им да парират вътрешнодържавни конфликти.[7]
- Политицид – терминът „политицид“ се използва, за да опише убийствата на политически или икономически групи, които другояче биха попаднали в материалния обхват на Конвенцията за геноцида на ООН.[8] Манус И. Мидларски, професор по международен мир и разрешаване на конфликти,[9] използва това понятие, за да опише масовите убийства от западните части на Съветския съюз до Китай и Камбоджа.[10] В книгата си Убийственият капан: Геноцидът през 20. век (The killing trap: genocide in the twentieth century) той илюстрира общите черти на убийствата, извършени от Сталин и Пол Пот.[11]
- Демоцид – проф. Рудолф Румел изковава понятието „демоцид“, което покрива геноцида, политицида и масовото убийство.[12] Хелън Файн определя масовите убийства в СССР и Камбоджа „геноцид и демоцид“.[13] Изследователите Франк Уейман и Ацуши Таго демонстрират колко важна е терминологията, като показват, че според дефинирането на убийствата като демоцид (принципна политика на избиване от страна на държавата) или политицид (елиминиране на политическите противници) определя какви данни ще се включат в статистиката, а от там – статистическите анализи, търсещи връзка между масовите убийства, могат да произведат много различни резултати, в това число значимостта на вида режим в съответната държава като важен фактор, определящ процесите на насилствени репресии.[14]
- Престъпление срещу човечеството – Жак Семелин и Майкъл Ман[15] смятат, че понятието „престъпление срещу човечеството“ е по-подходящо от „геноцид“ или „политицид“, когато става дума за престъпленията на комунистическите режими.[16]
- Класицид – Понятието е предложено от Майкъл Ман и означава „целенасоченото масово избиване на цели класи в обществото“.[17]
- Терор – Стивън Уийткрофт отбелязва, че в случая на Съветския съюз понятия като „терор“, „чистки“ и „репресии“ разговорно се ползват с едно и също значение и най-неутрални са понятията „репресии“ и „масови убийства“.[4]
- Масово убийство – определено от Бенджамин Валентино като „целенасоченото убийство на голям брой цивилни“, където „голям брой“ са поне 50 000 смъртни случая за период от 5 години или по-малко.[18] Той прилага понятието към сталинисткия период на СССР, Народна република Китай при Мао, и Камбоджа при Червените кхмери. Все пак признава, че масови убийства в по-малък мащаб са се извършвали още в Северна Корея, Виетнам, Източна Европа и Африка.[19]

- Комунистически Холокост – Конгресът на САЩ назовава масовите убийства на комунистическите режими общо като „безпрецедентен империалистически комунистически Холокост“[20][21]. Мемориалната фондация за жертвите на комунизма, учредена от Конгреса, използва фразата „комунистически Холокост“.[22] Немският историк Хорст Мьолер използва понятието „Червен Холокост“; с такова заглавие е и едноименната книга на Стивън Роузфилд.[23][24]